# معاهدة واشنطن (1871)

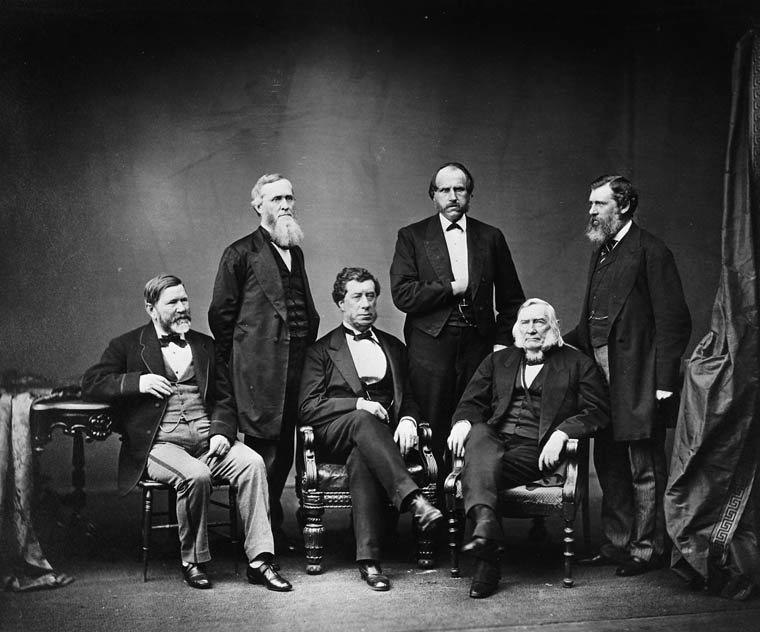
البعثة الأمريكية لمعاهدة واشنطن عام 1871. واشنطن العاصمة، 1871
ش. إلى ي.: روبرت شنك، إبنيزر هور، هاملتون فيش، جورج هـ. وليامز، صمويل نلسون، بانكروفت داڤيس

اتفاقية واشنطن (1871) معاهدة وقعتها كل من الولايات المتحدة الأمريكية و بريطانيا عام 1871م في مدينة واشنطن دي سي عاصمة الولايات المتحدة الأمريكية. وقد ساعدت الاتفاقية على تسوية عدد من المنازعات بين البلدين.

## نص المعاهدة
أرست المعاهدة ثلاث قواعد:
1. يعمل البلد المحايد ـ في حدود سلطته ـ على منع محاولة تسلح أي بواخر، تعد لاستخدام بلد أعلن حالة الحرب.
2. وجوب إغلاق البلد المحايد لموانئه في وجه أي دولة محاربة، تحاول استخدام تلك الموانئ قواعد لعمليات بحرية.
3. تقع على عاتق البلد المحايد مسؤولية العمل على تجنب حدوث أي انتهاك لأي من القاعدتين الأوليين.